# Wolf van Elsen

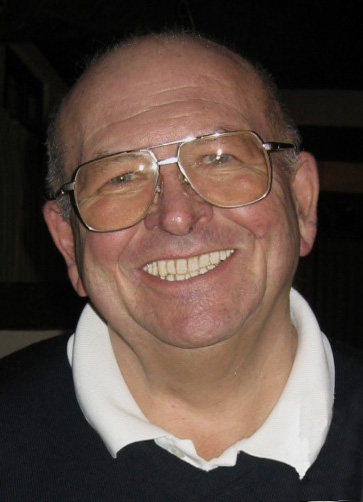
Wolf van Elsen, 2005

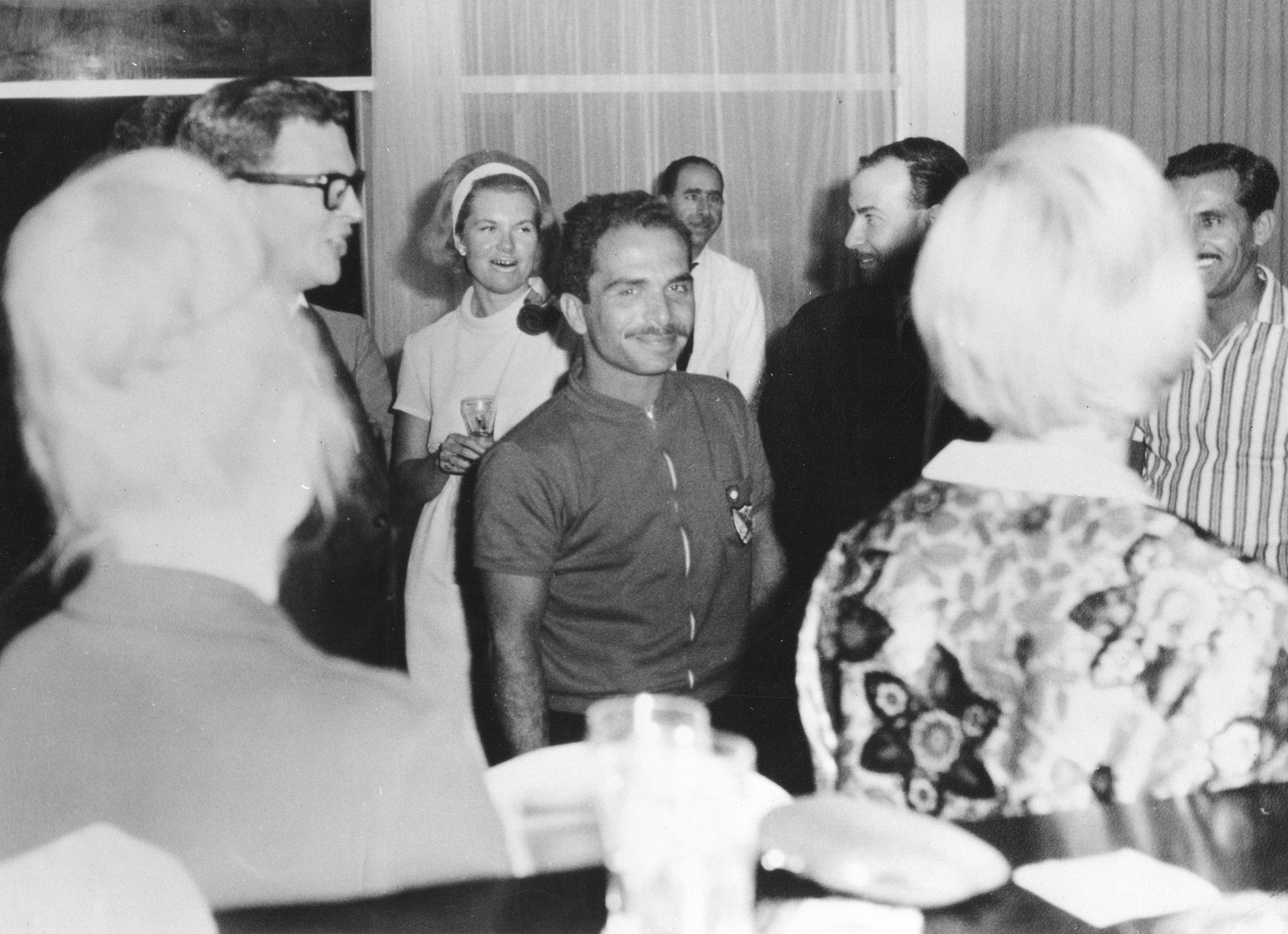
Empfang in Aqaba durch König Hussein von Jordanien am 14. November 1964 anlässlich dessen 29. Geburtstages

Wolf van Elsen (* 2. Februar 1940 in Bochum) ist ein ehemaliger deutscher Reiseunternehmer und Buchautor.

## Leben
Wolf wurde als Sohn des Unternehmer-Ehepaars Paul und Mathilde van Elsen geboren.

## Wirken
Nach der Ausbildung zum Reiseverkehrs-Kaufmann im Essener Reisebüro übernahm er zunächst als Prokurist, später als Geschäftsführer/Inhaber die Leitung der im Jahr 1931 gegründeten elterlichen Firma und führte sie zu einem der größten privaten Reisebüros in Deutschland mit z. T. mehr als 60 Mitarbeitern. In einem seiner Büros richtete er einen Bazar ein, in dem Schätze aus aller Welt verkauft wurden, darunter Imari- und Satsuma-Porzellan aus Japan, Buddhas und Netsukes aus Fernost, Masken aus Afrika, Kleidung aus Mittel- und Südamerika.
Neben seiner beruflichen Tätigkeit und seinen vielen Reisen in über 70 Länder, über die die örtliche Presse stets berichtete (u. a. vom Empfang durch König Hussein von Jordanien in Aqaba) und seiner Titelstory in der Daily News im südafrikanischen Durban: "WOLF CHIPS IN WITH WORLD DISCOUNT GOLF" oder seinem längeren Aufenthalt in der Momella Game Lodge bei Hardy Krüger im heutigen Tansania (dort wurde der Bestseller "HATARI" mit John Wayne und Hardy Krüger gedreht) gelangen ihm sportliche Erfolge. So wurde er vielfacher Clubmeister im Tennis und Golf und stand darüber hinaus im Guinness-Buch der Rekorde. Er gewann Schleifen als Dressurreiter und Pokale bei Autorennen. Im Jahr 1978 wählte man ihn zum Präsidenten des Golf-Club Ruhr e. V. Er schrieb drei Bücher: „Ich habe die Welt gesehen“, „Faszination Golf“ und „Alexander der Große“ sowie das Scherzbüchlein "Golfregeln für Senioren".
Zu Beginn der EDV-Zeit gründete er zudem eine Software-Firma und entwickelte Programme für Reisebüros und Golf-Clubs.
Nach dem Verkauf der Reisebüros an die Thomas Cook Ltd. im Jahr 1987 führte er eine Werbeagentur und modernisierte seinen landwirtschaftlichen Hof zusammen mit seiner Frau Ursula. Später übergab er ihn aus Altersgründen in jüngere Hände. 

## Persönliches
Van Elsen lebt zurückgezogen in seiner Heimatstadt Bochum.